# L'Invention du vide
L'Invention du vide est un album de bande dessinée français créé par Nicolas Debon et publié en 2012 par Dargaud dans la collection Long courrier.

## Synopsis
L'auteur s'inspire des écrits d'Albert F. Mummery (1855-1895), considéré comme le fondateur de l'alpinisme sportif, pour relater son ascension de l'aiguille du Grépon en 1881, accompagné d'Alexandre Burgener et Benedikt Venetz.

## Réception critique
Benoît Cassel de Planète BD note « l'apparente aisance graphique de Debon sur des techniques de dessin pointues et maîtrisées, a priori toujours à base de gouaches et crayons gras » ; « À la manière d'un thriller haletant, on suit la préparation [des alpinistes], leur mise en jambe sur le Grand Dru, leur échec initial et leur exploit. Les nombreux obstacles, les passages en force sont décrits avec une grande minutie, comme si on y était, au travers d’un gaufrier de découpage resserré ». Selon le journaliste, « pour qui aime la montagne, c'est un pur bonheur de lecture : on frissonne, on ressent presque des poussées d'adrénaline et on avale un gros bol d'air pur. Les autres seront peut-être refroidis par la technicité ascensionniste que Debon met en scène ».
Pour Morgan Di Salvia d'Actua BD, « illustrateur chevronné, Nicolas Debon s'applique à donner de l'épaisseur à son dessin gorgé de peinture. Grâce à la couleur directe, les planches de L'Invention du vide ont la patine de vieilles cartes postales alpestres. Ajoutez à cela que l'auteur glisse des dialogues savoureux dans sa quête sportive, vous aurez saisi que son album est particulièrement réussi ». Enfin, pour S.Salin de BD Gest, L'Invention du vide est « un très bel album sur la fascination qu’exercent les sommets ».

## Distinction
En 2012, l'album remporte le Grand prix du Lyon BD festival.